# كندرود (تبريز)
كندرود هي قرية في مقاطعة تبريز، إيران. عدد سكان هذه القرية هو 6,758 في سنة 2006.